# Hermann Albert (Politiker)
Hermann Albert (* 13. Mai 1887 in Reher; † 23. Februar 1933 in Blomberg) war ein deutscher Schreiner und Politiker (SPD).

## Leben
Hermann Albert war der Sohn des selbstständigen Müllers Heinrich Albert und seiner Ehefrau Anna Luise, geb. Kreuz. Er besuchte die Volksschule und machte anschließend eine Lehre als Schreiner. Seit 1905 war Mitglied der SPD. Von 1909 bis 1911 absolvierte er seinen Militärdienst. Ab September 1911 war er in Blomberg tätig. Albert, der evangelischer Konfession war, heiratete 1913 Johanna, geb. Klein. Bis 1914 war er als Tischlermeister tätig, danach war er Soldat im Ersten Weltkrieg. Aus dem Krieg kehrte er schon im September 1914 als Schwerkriegsbeschädigter zurück. Von 1916 bis 1918 war er Werkmeister in Blomberg, anschließend in Tangermünde. Juli 1919 bis 1933 war er Angestellter des Landarbeiterverbands für Lippe mit Sitz in Blomberg. Albert war Mitbegründer der Bürgerheim GmbH in Blomberg.
Von November 1918 bis Februar 1919 war er Mitglied des Lippischen Volks- und Soldatenrates. Zwischen 1919 und 1927 war er Stadtverordneter in Blomberg. Bei der Landtagswahl in Lippe 1921 wurde er in den Landtag Lippe gewählt, dem er bis zum Ende der Wahlperiode 1925 angehörte. Er war von 1921 bis 1927 Vorsitzender des Gewerkschaftskartells in Blomberg.